# Femme à la voilette
Femme à la voilette est un tableau réalisé en 1927 par le peintre français Henri Matisse. Cette huile sur toile est un portrait qui représente une femme portant un voile léger assise la tête reposée sur son bras droit. Cette œuvre mêlant des accents orientalistes et cubistes est conservée au Museum of Modern Art, à New York, aux États-Unis.

## Expositions
- Matisse. Cahiers d'art – Le tournant des années 1930, musée de l'Orangerie, Paris, 2023 — n°72.